# Каширский 144-й пехотный полк
144-й пехотный Каширский полк — пехотная воинская часть Русской императорской армии. Входил в состав 36-й пехотной дивизии.
Полковой праздник — 30 августа. Старшинство — с 16 августа 1806 года (со дня образования Камчатского полка).

## История
Полк сформирован 13 октября 1863 г. из 4-го резервного и бессрочно-отпускных 5 и 6-го батальонов Камчатского пехотного полка. 25 марта 1864 г. полку присвоен № 144.

### Дислокация
Севск Орловской губернии (1870), Брянск (1914)

### Русско-турецкая война
2 ноября 1876 г. Каширцам была объявлена мобилизация, и с началом русско-турецкой войны 12 апреля 1877 г. они перешли турецкую границу. 23 апреля часть полка участвовала в перестрелке с турецкими пароходами близ м. Сатунова. В июле 2 роты полка отразили десант черкесов у деревни Каршан. В дальнейших военных действиях полк участия не принимал и был отправлен в Россию.
7 апреля 1879 г. из стрелковых рот и сформированной вновь 16-й роты был составлен 4-й батальон и полк приведён в 4-батальонный состав.

### Первая мировая война
Вечером 14/27 августа 1914 года был получен приказ по 2-й русской армии о подчинении XIII русского корпуса генералу Мартосу. Мартос развернул XV русский корпус и повел энергичное наступление на фронт Дребниц - Мюлен. 144 Каширский пехотный полк  в составе XIII корпуса участвовал в «корпусном сражении под Хохенштайном. Части XIII корпуса, двигавшиеся от Алленштайна, делали все возможное чтобы войти в соприкосновение с частями XV корпуса. Подтянув резервы (1-й резервный немецкий корпус), немцы  усилили давление. XV корпус генерала Мартоса, несмотря на ряд одержанных блистательных побед (разбита 41-я немецкая пехотная дивизия - см. битва при Ваплиц, вынужден был отойти в направлении на Нейденбург. К ночи 15/28 августа XIII корпус оказался в мешке вблизи Хохенштайна . 16/29 августа командующий корпусом генерал Клюев принял решение пробиваться через дефиле у Шведриха в направлении на Куркен. Корпус «быстро собрался и ночью в полной тишине начал движение» южнее Меркена. 144 пехотный полк прикрывал движение корпуса. В темноте головные части благополучно прошли Меркен. Однако, с рассветом немцы обнаружили движение колонны. Частям, «не прошедшим Меркен, было послано приказание свернуть, не доходя Меркена, пройти вдоль оврага прямо к переправе». Русские части заняли позицию «на высотах севернее перешейка» и открыли огонь. На арьергардный 144 полк все сильнее оказывалось давление неприятеля. Войска медленно двигались по узкому перешейку. Положение полка становилось критическим.
 Доблестный командир Каширского полка, георгиевский кавалер, полковник Каховский проявлял беспредельную энергию, чтобы выиграть время, необходимое корпусу для прохода узины. Окруженный с 3-х сторон он, не видя другого исхода, схватил знамя и во главе полка пошел в атаку. Ценою гибели полка и его командира большая часть корпуса прошла перешеек... 

## Знаки отличия полка

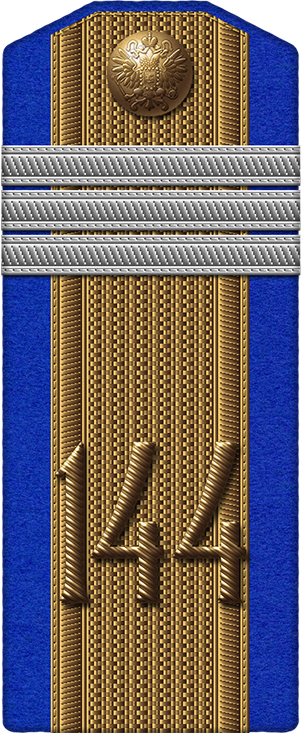
Погон подпрапорщика на должности взводного унтер-офицера 144-го пехотного Каширского полка

1. Полковое Георгиевское знамя с надписями «1806—1906» и «За Севастополь в 1854 и 1855 гг.». Унаследовано от Камчатского полка.
2. Знаки отличия: нагрудные для офицеров и на головные уборы для нижних чинов с надписью «За отличие», пожалованные Камчатскому полку за подвиги в войне с Турцией в 1828—1829 гг.
3. Серебряная труба с надписью «В воздаяние отличных подвигов, оказанных в сражениях, бывших 1814 г. января 17 при Бриенн-ле-Шато и 20-го при селении Ла-Ротьер», пожалованная Камчатскому пехотному полку 25 апреля 1815 г. и переданная в Каширский полк на основании Высочайшего приказа.

## Командиры полка
- 11.11.1863 — 01.08.1865 — полковник фон Брунов, Николай Иванович
- 01.08.1865 — 30.08.1874 — полковник Борейша, Игнатий Иоакимович (Акимович)
- 12.09.1874 — 14.12.1877 — полковник Христиани, Николай Васильевич
- 14.12.1877 — хх.хх.1879 — полковник Наумов, Пётр Дмитриевич
- 20.09.1879 — 07.05.1890 — полковник Вансович, Дмитрий Николаевич
- 26.05.1890 — 29.04.1895 — полковник Богаевский, Иван Венедиктович
- 29.04.1895 — 14.01.1898 — полковник Скупио, Евстафий Александрович
- 04.02.1898 — 10.03.1902 — полковник Никонов, Семён Иванович
- 16.04.1902 — 15.01.1907 — полковник Болдырев, Николай Ксенофонтович
- 19.02.1907 — 08.11.1908 — полковник Эгерман, Фёдор Фёдорович
- 08.11.1908 — 23.12.1910  — полковник Зинкович, Фёдор Георгиевич
- 23.12.1910 — 05.05.1913 — полковник Ниве, Пётр Андреевич
- 13.05.1913 — 16.08.1914[4] — полковник Каховский, Борис Всеволодович
- 18.01.1916 — 20.02.1917 — полковник Стефанский, Валериан Александрович
- 24.03.1917 — хх.хх.хххх — полковник Уманец, Фёдор Николаевич